# Lobor vára
Lobor vára (horvátul: Stari grad Lobor, Pusti Lobor), várrom Horvátországban, a Zlatar melletti Lobor határában.

## Fekvése
Lobortól mintegy 3 kilométerre északra, egy 520 méter magas hegytetőn állnak Lobor várának maradványai.

## Története
Lobor (vagy népiesen Pusztalobor) várát valószínűleg Orbán fia Pocina építtette a 13. században. Először 1259-ben „Castrum Lobor” néven Mária királyné adománylevelében említik. A vár az Ivánscsica-hegység nyugati részén áthaladó utat ellenőrizte. A 14. században a zagorai ispánság tartozéka, majd 1399-től a Cilleieké, Vitovec Jánosé, Corvin Jánosé, később 1525-től a Keglevicheké. A hagyomány szerint a török hét évig ostromolta, mégsem tudta bevenni. A vár a 16. század végén vagy a 17. század elején pusztult el, ma csak romjai láthatók. Helyette a Keglevichek a Zlatartól északnyugatra eső síkságon építtették fel új, kora barokk kastélyukat.

## A vár mai állapota
A vár a három oldalról igen meredek hegycsúcsnak szinte egészét elfoglalja. Megközelíteni egyedül az északi oldalról, az Ivánscsica hegység déli lejtőjének nyúlványán keresztül lehetett. Erről az oldalról egy sziklába vágott védőárokkal tették védhetővé. A védőárkon átkelve lehetett a külsővárba jutni, melyből mára csak jelentéktelen maradványok láthatók. A belsővár magára a hegycsúcsra épült. Központi része egy legalább kétszintes, szabályos téglalap alakú építmény volt, amihez utólag egy hatalmas, félkör alakú ágyútornyot illesztettek. A kis területű belsővárnak már csak az északi és déli külső fala, valamint a kettő közt húzódó osztófalak egy része áll. A déli homlokfal külső oldalához egy falszoros maradványai csatlakoznak. A vár központi részét és a külsővárat egy meglehetősen széles árok választja el egymástól. A külsővár egy hosszúkás, egyre keskenyedő területen fekszik, melynek keleti végét egy sziklába vágott árok választja el a hegynyereg további részétől. A hosszanti oldalakon egy aprócska falcsonk található csak, a sziklába vágott árok külsővár felőli oldalában. Ez a falcsonk lehet egy külső fal, de egy kaputorony maradványa is. 